# Robert Slimbach
Robert Slimbach (Evanston, Illinois, 1956) is een Amerikaans grafisch ontwerper, vooral bekend voor zijn ontwerpen van vele lettertypen. 

## Leven en werk
Hij groeide op in Zuid-Californië waar hij een interesse kweekte voor grafisch ontwerp en lettertypes. Na zijn school opende hij een kleine drukkerij waar hij posters en postkaartjes ontwierp. Door zijn drukkersbestaan kreeg hij de juiste contacten die hem in Newbury Park in Californië brachten.
In 1983 begon hij met het ontwerp van enkele lettertypes en ging twee jaar later werken als fontdesigner en kalligraaf voor Autologic Incorporation, waar later ook Summer Stone heeft gewerkt. Hij ging de jaren die volgden als zelfstandige letterontwerper werken en ontwikkelde voor de ITC (International Typeface Corporation) in New York de fonts ITC Slimbach en ITC Giovanni. Hiervoor inspireerde hij zich op de Duitse lettertypes en op het werk van Hermann Zapf, die Palatino ontwierp.  Slimbach wilde voor zijn ITC Slimbach een tijdloos humaan lettertype maken die het progressieve cleane beeld van geschreefde lettertypes en de warmte van kalligrafische letters combineert tot en uiterst leesbaar lettertype. Voor ITC Giovanni ging Slimbach op zoek naar een klassieke oude stijl. Het lettertype werd een typische Garalde met een modernere look door zijn ingekorte stok- en staartletters. De kapitalen werden lichter gemaakt terwijl de x-hoogte iets hoger werd.
In 1987 ging Robert Slimbach werken voor Adobe Systems als font-developer.  Hij specialiseerde zich in de digitale technologie terwijl hij nog steeds veel van de oude lettertypes hield en later vele fonts baseerde op zijn klassieke voorgangers. Voor Adobe ontwierp hij lettertypes zoals Adobe Jenson® (naar Nicolas Jenson), Minion® en Cronos®.
 
Tot hij weer een typische Garalde wilde ontwikkelen. Zijn zoektocht naar de oude meesters toen hij ITC Giovanni ontwierp brandden het meesterschap van de 16de-eeuwse Claude Garamond in zijn geheugen. Hij ging deze bestuderen in Antwerpen waar deze letters tot heden bewaard werden in het Plantin-Moretus museum. Even later legde Slimbach het ontwerp voor Adobe Garamond® op tafel. Hij heeft voor dit lettertype de hoogte van de romein gebaseerd op de originele Garamond, terwijl hij zich voor de cursief heeft laten inspireren door de cursief van Robert Granjon, een 16de-eeuwse lettersnijder die ook samenwerkte met Christoffel Plantijn. Het lettertype werd uitgebreid met kleinkapitalen, uithangende cijfers en sierkapitalen — uitbreidingen die typisch waren voor de 15de en 16de eeuw.

## Onderscheiding
Robert Slimbach ontving in 1991 de 'Prix Charles Peignot' van ATypI voor zijn uitzonderlijk prestigieuze letterontwerpen.

## Lettertypen van Slimbach
Lettertypen van zijn hand zijn:
- Adobe Brioso

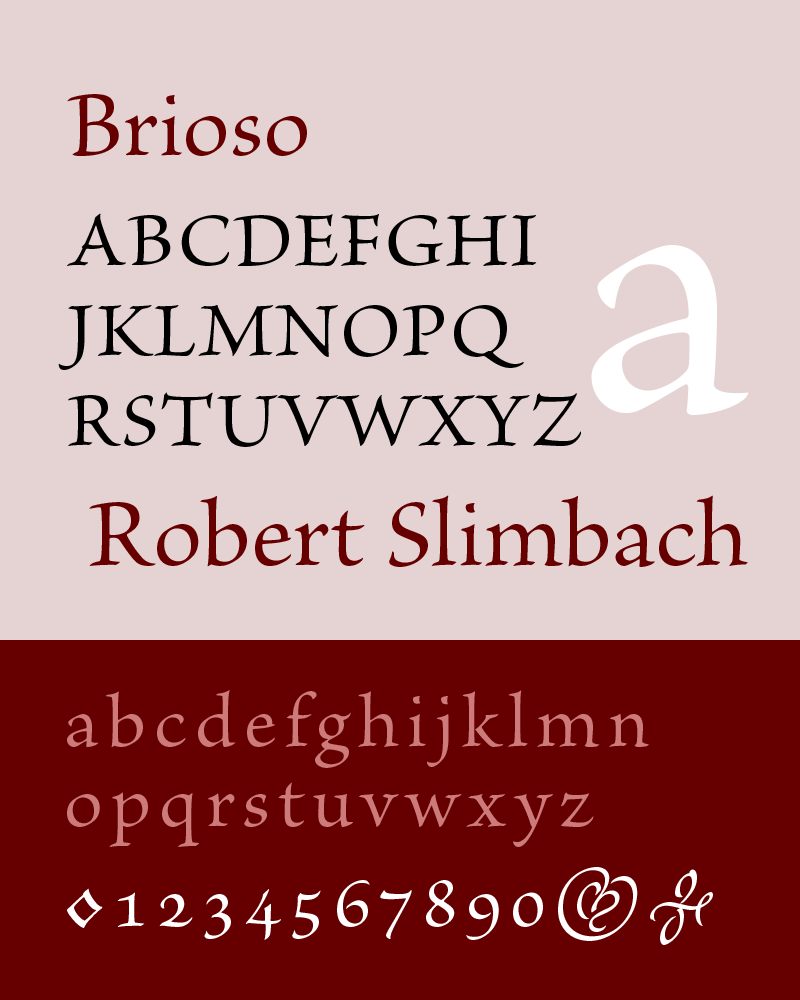
Brioso (roman) ontworpen door Robert Slimbach

  - Adobe Brioso Pro, Adobe Brioso Text, Adobe Brioso Poster
- Adobe Clean
- Adobe Garamond
  - Adobe Garamond Premier Pro
- Adobe Jenson Pro
  - Adobe Jenson Pro Opticals
- Adobe Kepler
  - Adobe Kepler Text, Adobe Kepler Opticals
- Adobe Myriad (Samenwerking met Carol Twombly)
  - Adobe Myriad Pro, Adobe Myriad Pro Condensed, Adobe Myriad Pro Semi Extended
- Adobe Poetica
- Adobe Sanvito Pro
  - Adobe Sanvito Pro Text, Adobe Sanvito Pro Opticals
- Adobe Utopia
  - Adobe Utopia Text, Adobe Utopia Opticals
- Adobe Warnock Pro
  - Adobe Warnock Pro Text, Adobe Warnock Pro Opticals
- Arno
  - Arno Pro
- Caflisch Script Pro
- Cronos
- ITC Giovanni
- ITC Slimbach
- Minion
  - Minion multiple master, Minion Cyrillic
- Minion Pro
  - Minion Pro Condensed, Minion Pro Opticals, Minion Pro Condensed Opticals